# Dave Silk
David Mark Silk, detto Dave (Scituate, 1º gennaio 1958), è un ex hockeista su ghiaccio statunitense.

## Palmarès

### Olimpiadi invernali
- 1 medaglia:
  - 1 oro (Lake Placid 1980)